# Normanville (Sena Marítim)
Normanville és un municipi francès situat al departament del Sena Marítim i a la regió de Normandia. L'any 2007 tenia 578 habitants.

## Demografia

### Població
El 2007 la població de fet de Normanville era de 578 persones. Hi havia 204 famílies de les quals 36 eren unipersonals (12 homes vivint sols i 24 dones vivint soles), 64 parelles sense fills, 92 parelles amb fills i 12 famílies monoparentals amb fills.
La població ha evolucionat segons el següent gràfic:
Habitants censats

### Habitatges
El 2007 hi havia 242 habitatges, 215 eren l'habitatge principal de la família, 20 eren segones residències i 7 estaven desocupats. 240 eren cases i 1 era un apartament. Dels 215 habitatges principals, 183 estaven ocupats pels seus propietaris, 31 estaven llogats i ocupats pels llogaters i 1 estava cedit a títol gratuït; 9 tenien dues cambres, 26 en tenien tres, 72 en tenien quatre i 108 en tenien cinc o més. 175 habitatges disposaven pel capbaix d'una plaça de pàrquing. A 87 habitatges hi havia un automòbil i a 116 n'hi havia dos o més.

### Piràmide de població
La piràmide de població per edats i sexe el 2009 era:
| Homes | Edats   | Dones |
| ----- | ------- | ----- |
| 0     | 95 o +  | 0     |
| 0     | 90 a 94 | 4     |
| 0     | 85 a 89 | 0     |
| 0     | 80 a 84 | 0     |
| 4     | 75 a 79 | 4     |
| 4     | 70 a 74 | 16    |
| 24    | 65 a 69 | 8     |
| 0     | 60 a 64 | 12    |
| 20    | 55 a 59 | 8     |
| 24    | 50 a 54 | 24    |
| 28    | 45 a 49 | 24    |
| 20    | 40 a 44 | 28    |
| 20    | 35 a 39 | 16    |
| 16    | 30 a 34 | 28    |
| 16    | 25 a 29 | 8     |
| 24    | 20 a 24 | 16    |
| 36    | 15 a 19 | 20    |
| 44    | 10 a 14 | 32    |
| 24    | 5 a 9   | 20    |
| 12    | 0 a 4   | 8     |

## Economia
El 2007 la població en edat de treballar era de 386 persones, 272 eren actives i 114 eren inactives. De les 272 persones actives 256 estaven ocupades (142 homes i 114 dones) i 16 estaven aturades (5 homes i 11 dones). De les 114 persones inactives 38 estaven jubilades, 36 estaven estudiant i 40 estaven classificades com a «altres inactius».

### Ingressos
El 2009 a Normanville hi havia 223 unitats fiscals que integraven 619 persones, la mediana anual d'ingressos fiscals per persona era de 17.750 €.

### Activitats econòmiques
Dels 6 establiments que hi havia el 2007, 1 era d'una empresa de construcció, 2 d'empreses de comerç i reparació d'automòbils, 1 d'una empresa d'hostatgeria i restauració, 1 d'una empresa immobiliària i 1 d'una empresa classificada com a «altres activitats de serveis».
Dels 2 establiments de servei als particulars que hi havia el 2009, 1 era un electricista i 1 perruqueria.
L'any 2000 a Normanville hi havia 14 explotacions agrícoles que ocupaven un total de 1.200 hectàrees.

## Equipaments sanitaris i escolars
El 2009 hi havia una escola elemental integrada dins d'un grup escolar amb les comunes properes formant una escola dispersa.

## Poblacions més properes
El següent diagrama mostra les poblacions més properes.